# Варненская область
Ва́рненская о́бласть (болг. Област Варна) — одна из двадцати восьми областей Болгарии. Варненская область занимает площадь 3818 км² (3,44 % от общей территории страны), на которой проживает 472 654 человек (2016). Административный центр — город Варна. Автомобильный код области — B.

## География
Расположена на востоке страны. На востоке омывается Чёрным морем, граничит с Бургасской, Добричской и Шуменской областями.

## Административное деление

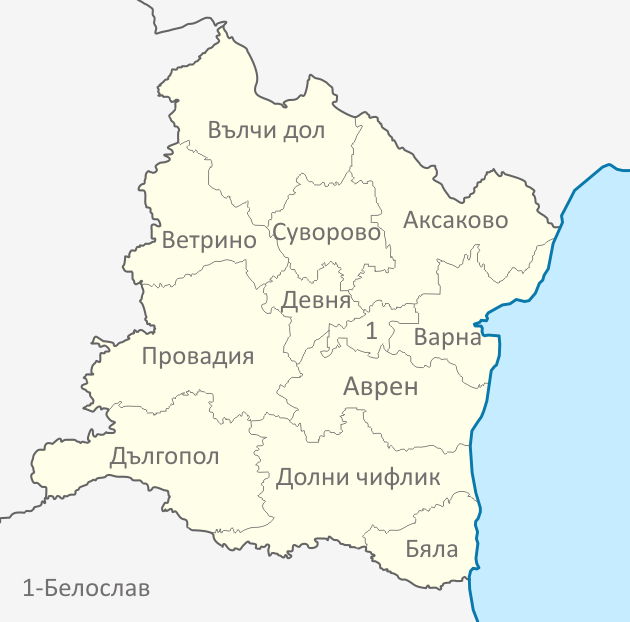
Административная карта Варненской области

Варненская область состоит из 12 общин:
1. Аврен
2. Аксаково
3. Белослав
4. Бяла
5. Варна
6. Ветрино
7. Вылчи-Дол
8. Долни-Чифлик
9. Девня
10. Дылгопол
11. Провадия
12. Суворово

## Население
| Этнические группы (2011) | Этнические группы (2011) | Этнические группы (2011) | Этнические группы (2011) | Этнические группы (2011) |
| Этническая группа        |                          |                          | Процент                  |                          |
| ------------------------ | ------------------------ | ------------------------ | ------------------------ | ------------------------ |
| Болгары                  |                          |                          | 87.3 %                   |                          |
| Турки                    |                          |                          | 7.2 %                    |                          |
| Цыгане                   |                          |                          | 3.2 %                    |                          |
| Другие                   |                          |                          | 2.3 %                    |                          |

Доля экономически активного населения — 56 % при средней в стране 46 %.

## Памятники

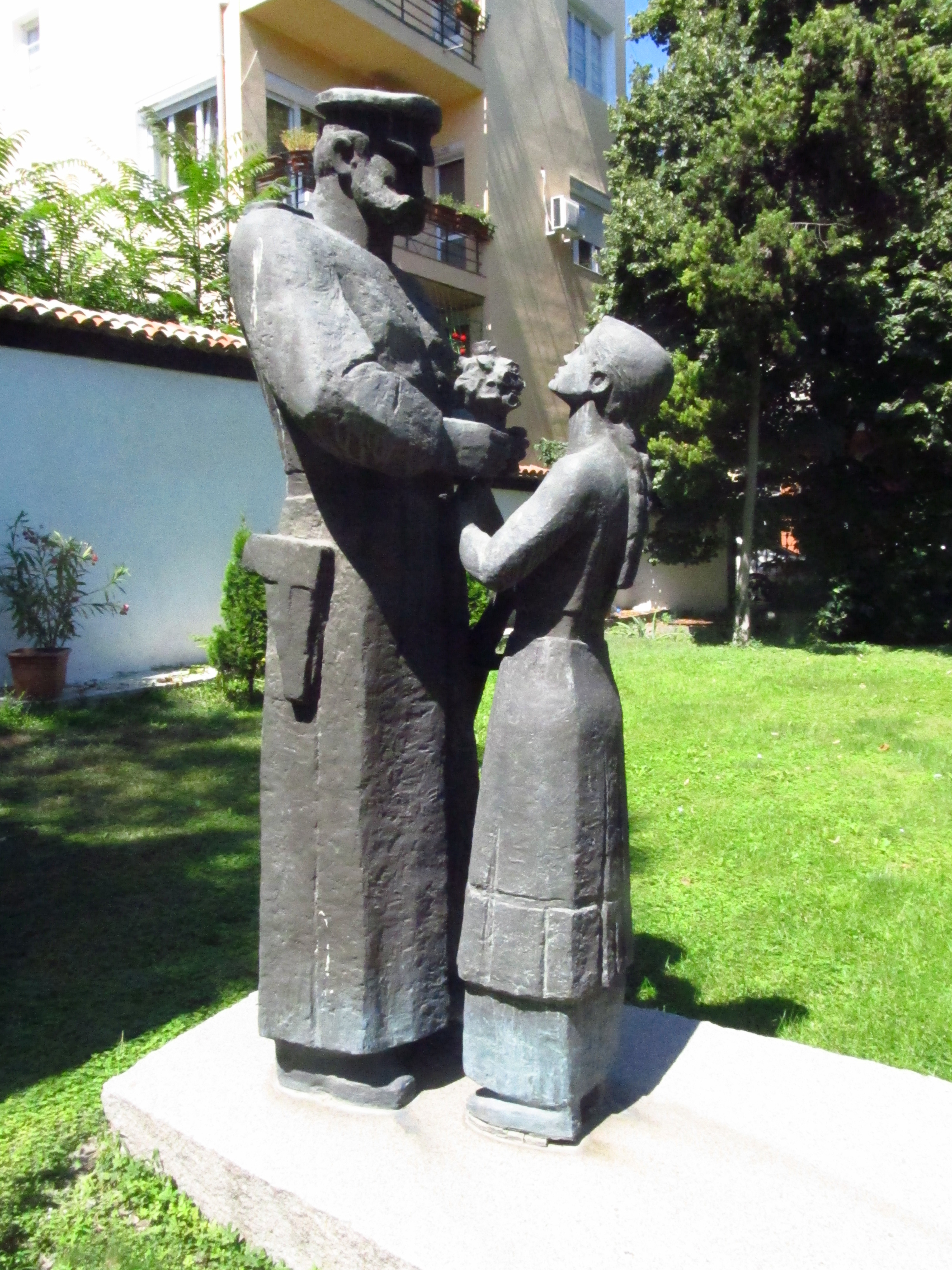
Памятник освободителям Русско-турецкой войны в Варне

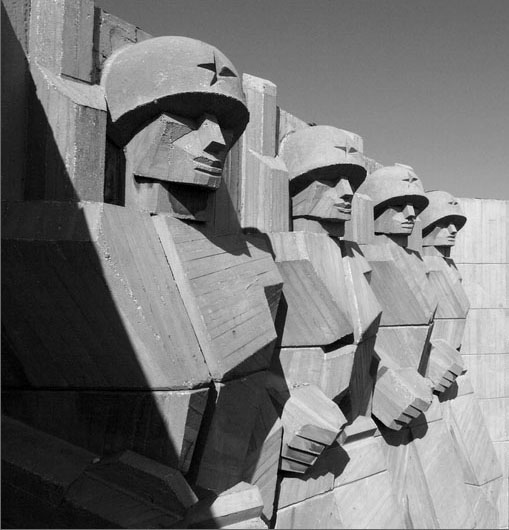
Памятник болгаро-советской дружбы в Варне

- Памятник 54 воинам 14-го Армейского корпуса и 2 офицерам, погибшим в Русско-турецкой войне 1877—1878 годов (Варна).
- Братская могила 54 воинов 14-го Армейского корпуса и 2 офицеров (Варна).
- Братская могила 44 воинов 14-го Армейского корпуса (Варна).
- Украинским воинам, погибшим за свободу Болгарии (Варна).
- Памятник освободителям Русско-турецкой войны (Варна).
- Бюст-памятник графа Н. П. Игнатьева (Варна).
- Памятник болгаро-советской дружбы (Варна).
- Памятник погибшим русским солдатам в Русско-турецкой войне 1828—1829 и генералам Иван Дибич Забалканский и Фёдор Ридигер (Гроздёво).
- Новый памятник погибшим 21 июня 1774 г. русским солдатам во время Русско-турецкой войне 1768—1774 г. возле д. Козлуджа (Суворово).
- Старый памятник погибшим 21 июня 1774 г. русским солдатам во время Русско-турецкой войне 1768—1774 г. возле д. Козлуджа (Суворово).

## Фотографии

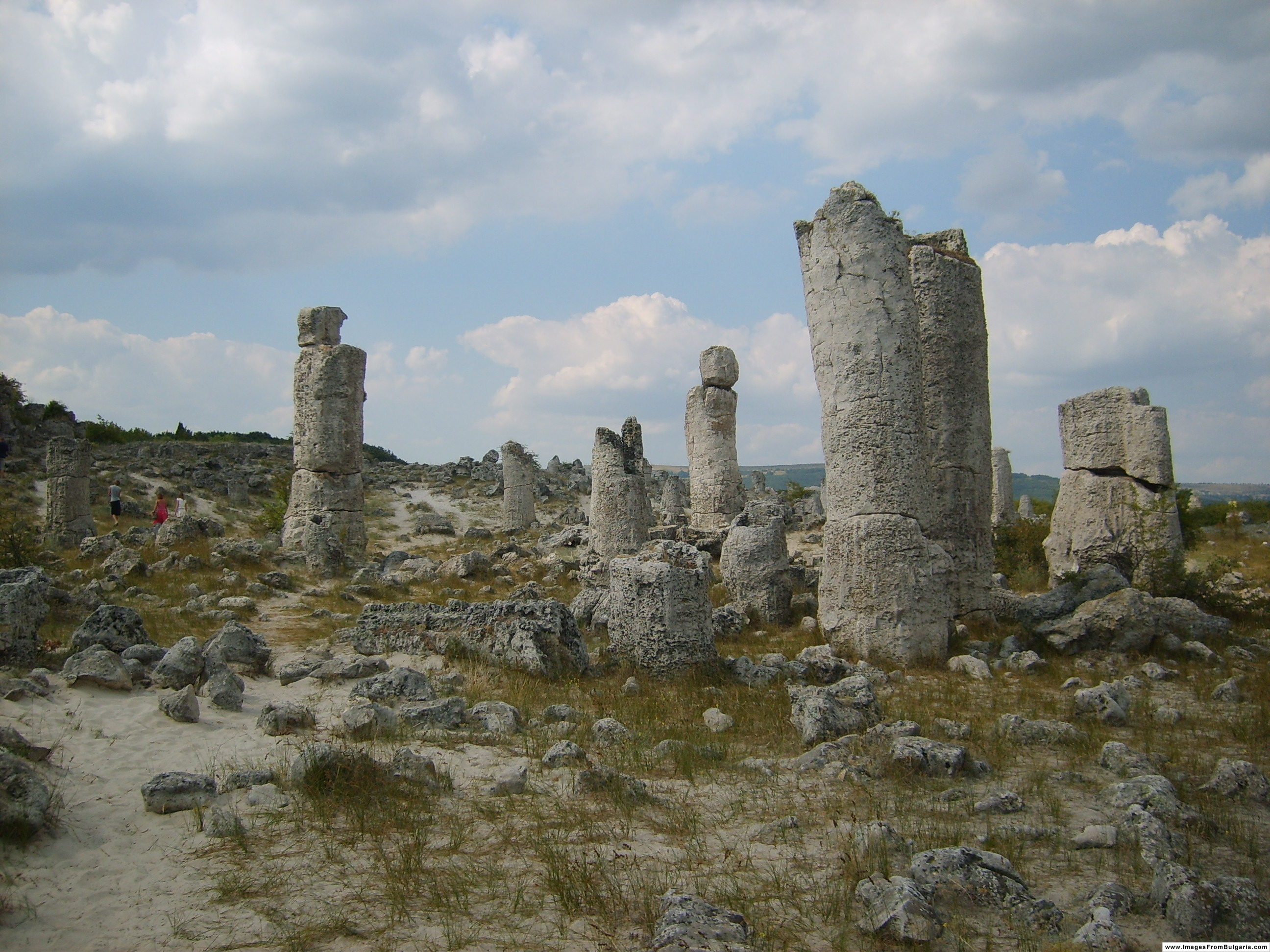
Уникальный природный ландшафт Побити камыни около города Девня
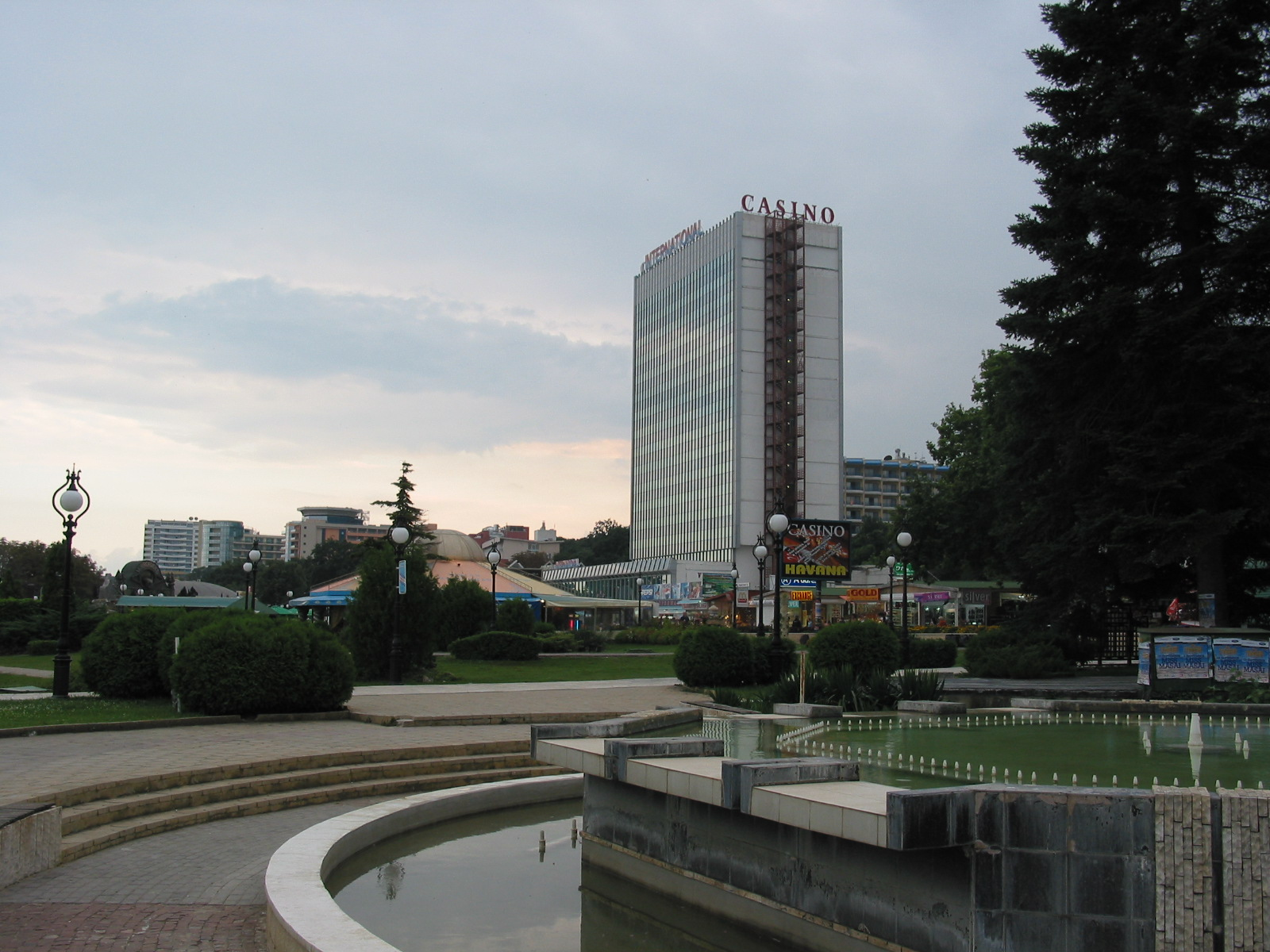
Курорт Золотые пески
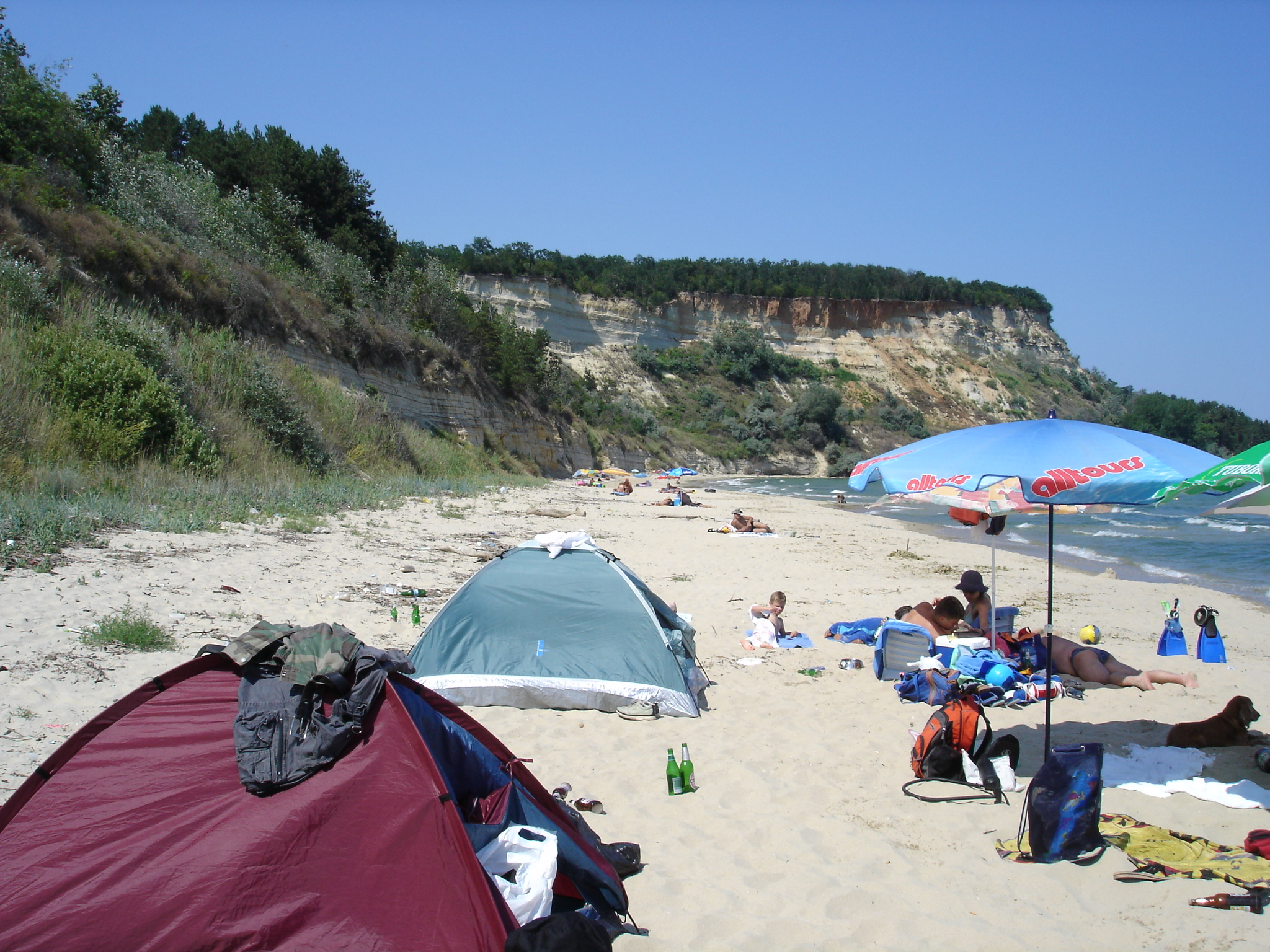
Пляж около курорта Камчия
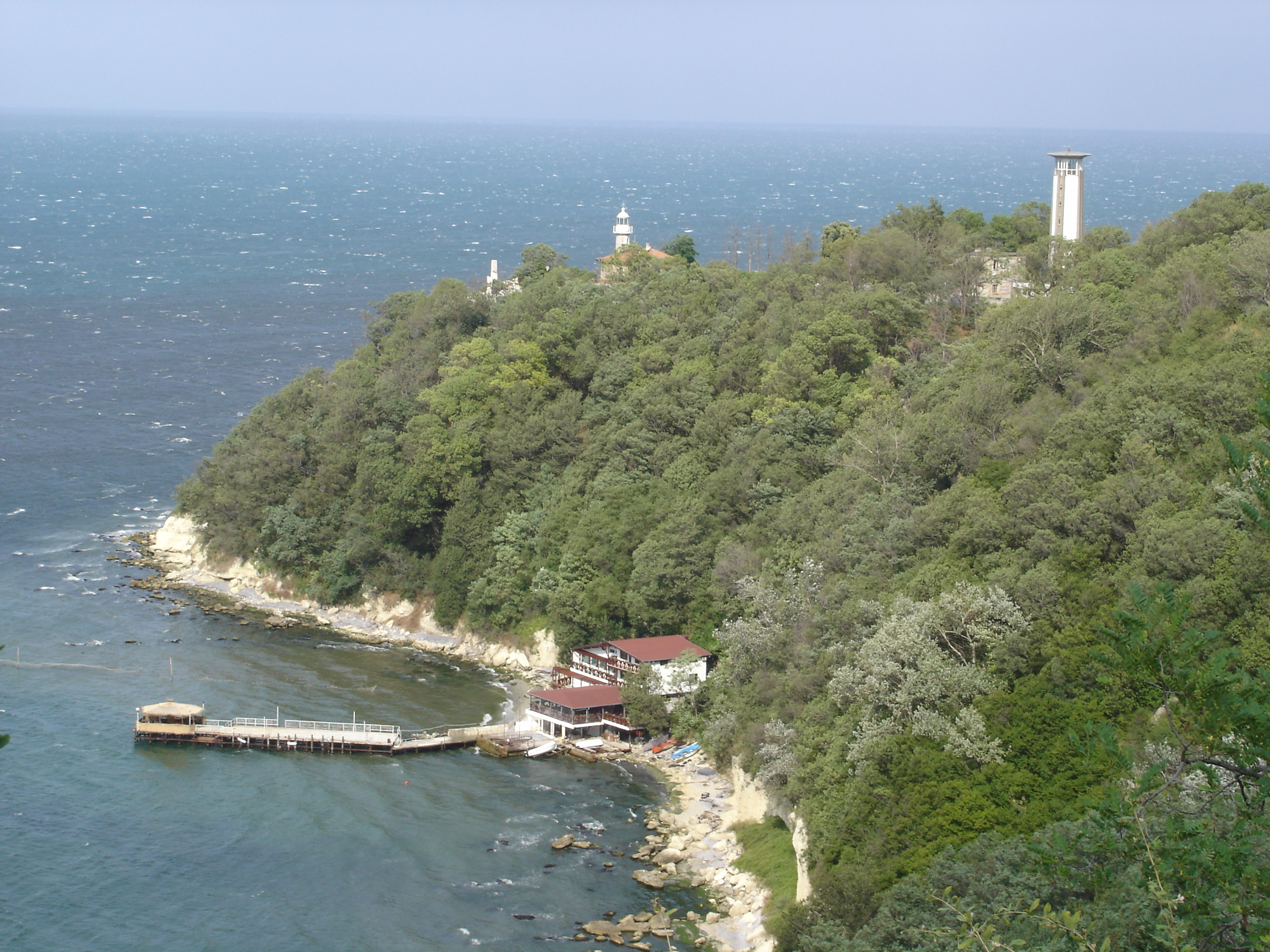
Мыс Галата
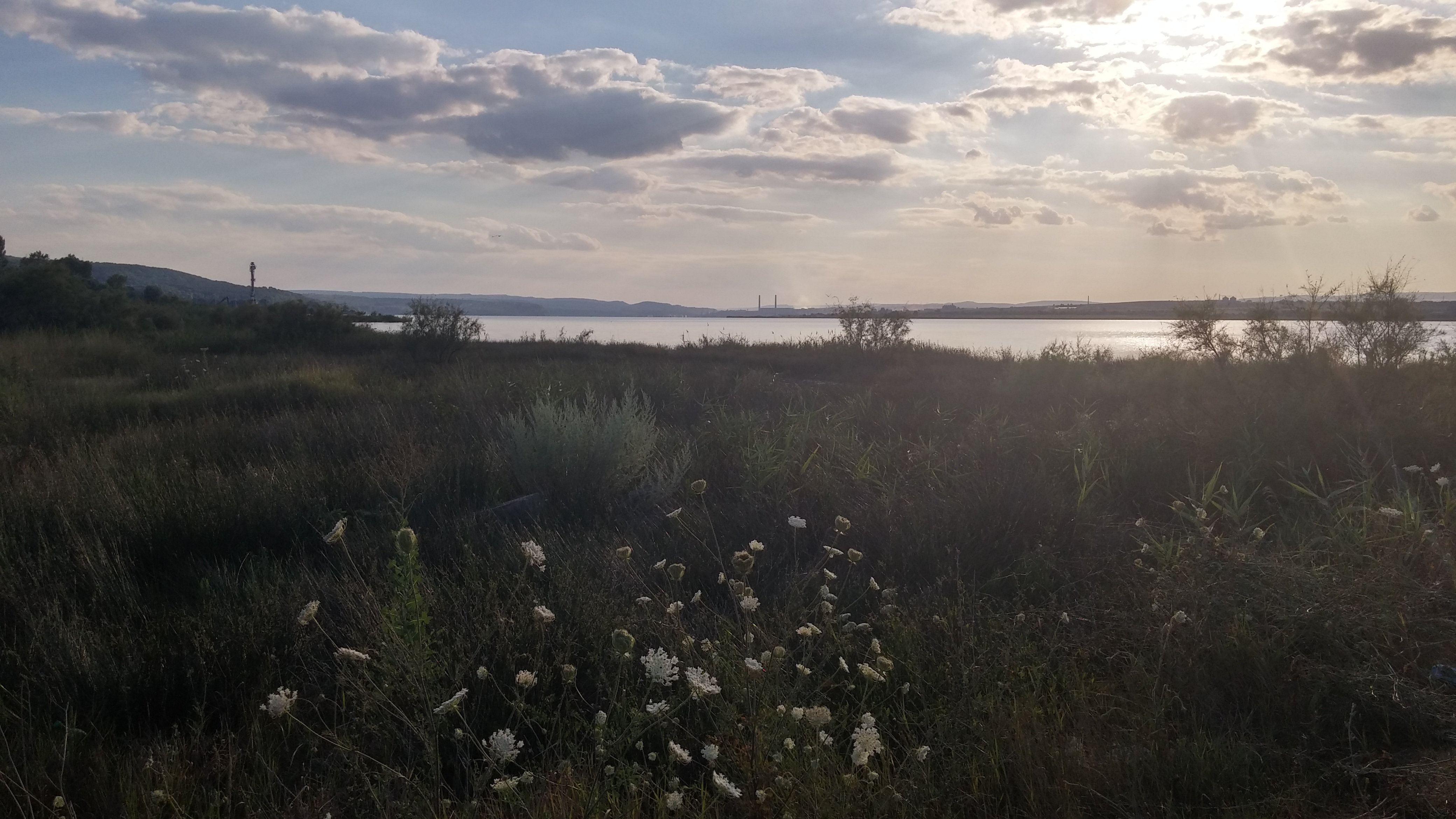
Вид на Варненское озеро из района квартала Аспарухово[болг.]
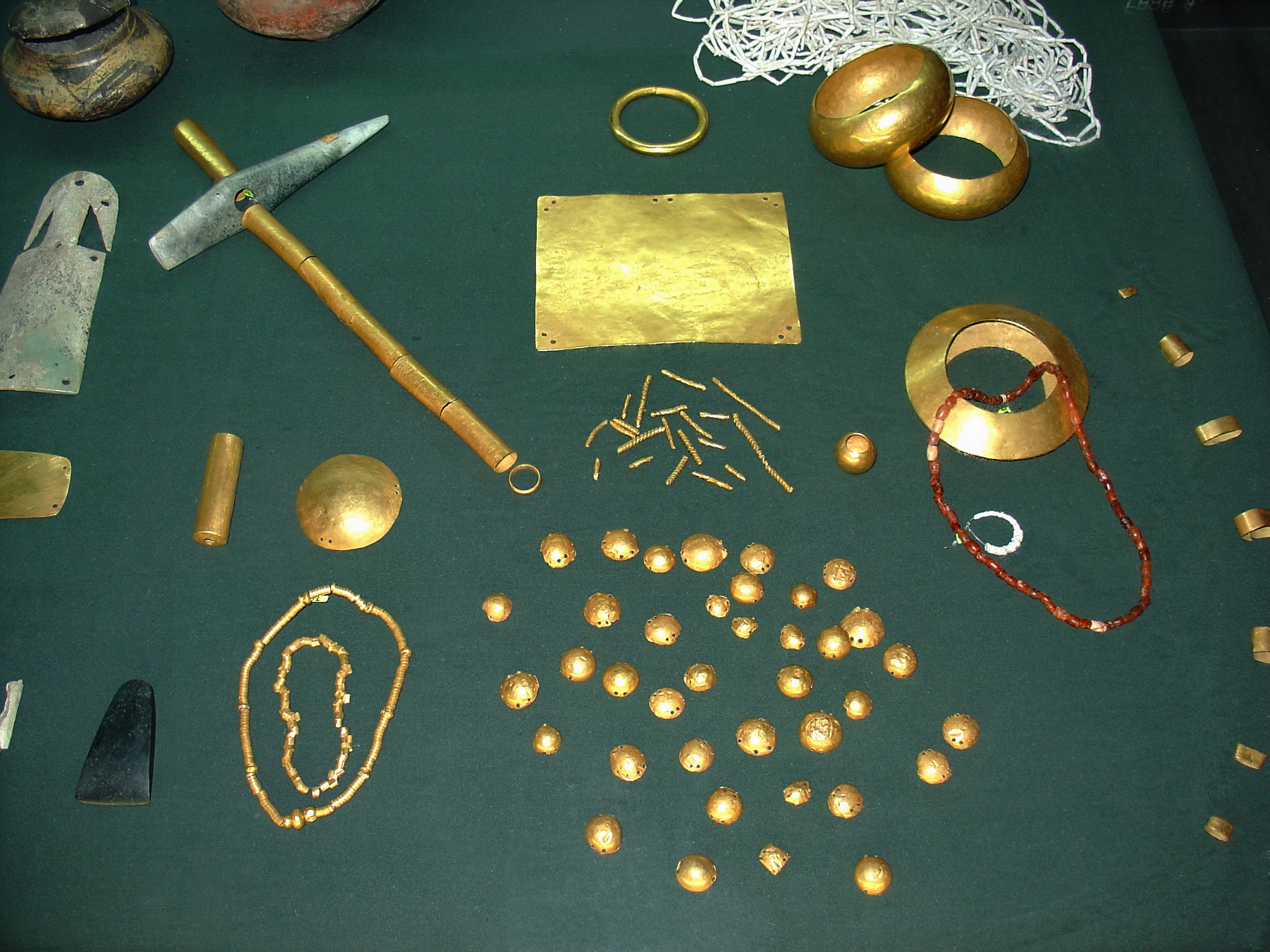
Золотые предметы, найденные в Варненском некрополе